# Mohammad Naderi
Mohammad Naderi (8 de mayo de 1984) es un luchador iraní de lucha libre. Conquistó una medalla de bronce en Campeonato Asiático de 2016 y en Juegos Mundiales Militares de 2015. Obtuvo un oro en Juegos Asiáticos de Playa de 2014 y Campeonato Mundial de Playa en 2015. Campeón Mundial Militar de 2010 y 2013.